# Jumadurdy Garaýew
Jumadurdy Garaýew (ros. Джума́ Дурды́ Кара́ев, ur. 10 stycznia 1910 w Baýramaly, zm. 4 maja 1960 w Aszchabadzie) – radziecki i turkmeński polityk, premier Turkmeńskiej SRR w latach 1958-1959, I sekretarz KC Komunistycznej Partii Turkmeńskiej SRR (1958-1960).
Syn biednego maryjskiego chłopa, studiował w Instytucie w Baýramaly, w 1952 skończył kursy w Wyższej Szkole Partyjnej przy KC WKP(b). Od 1932 pracował jako nauczyciel, od 1937 był agronomem w kołchozie. Od 1942 zastępca komisarza ludowego kontroli państwowej Turkmeńskiej SRR, od 1947 minister rolnictwa Turkmeńskiej SRR, 1952-1958 I sekretarz obwodowego komitetu partyjnego w Taszaus (obecnie Daszoguz), od 14 stycznia 1958 do 20 stycznia 1959 premier Turkmeńskiej SRR, od 14 grudnia 1958 do śmierci I sekretarz KC Komunistycznej Partii Turkmeńskiej SRR. W latach 1950–1960 był deputowanym do Rady Najwyższej ZSRR.

## Odznaczenia
- Order Lenina (dwukrotnie)
- Order Czerwonego Sztandaru Pracy
- Order „Znak Honoru”